# Plop, Dondușeni
Plop este un sat din raionul Dondușeni, Republica Moldova.
În sat este amplasat izvorul din satul Plop, o arie protejată din categoria monumentelor naturii de tip hidrologic.

## Demografie

### Structura etnică
Structura etnică a satului conform recensământului populației din 2004:
| Grup etnic         | Populație | % Procentaj |
| ------------------ | --------- | ----------- |
| Moldoveni / Români | 1.416     | 96,2%       |
| Ucraineni          | 37        | 2,51%       |
| Ruși               | 16        | 1,09%       |
| Polonezi           | 1         | 0,07%       |
| Alții              | 2         | 0,14%       |
| Total              | 1.472     | 100%        |

## Administrație și politică
Componența Consiliului local Plop (9 consilieri), ales la 5 noiembrie 2023, este următoarea:
|  | Partid                                       | Consilieri | Componență | Componență | Componență | Componență | Componență | Componență |
|  | -------------------------------------------- | ---------- | ---------- | ---------- | ---------- | ---------- | ---------- | ---------- |
|  | Partidul Acțiune și Solidaritate             | 6          |            |            |            |            |            |            |
|  | Liga Orașelor și Comunelor                   | 2          |            |            |            |            |            |            |
|  | Partidul Socialiștilor din Republica Moldova | 1          |            |            |            |            |            |            |

## Personalități
Următoarele personalități s-au născut aici:
- Aureliu Bătrânac (născut la 9 iunie 1966), chirurg cardiovascular;
- Vitalie Pastuh-Cubolteanu (născut la 23 octombrie 1948), medic psihiatru;
- Petru Pulbere (1932 - 2001), doctor traumatolog, profesor universitar;
- Emil Rusu (1945 - 2016), savant, doctor in oenologie, profesor universitar;
- Vitalie Rusu (născut la 12 august 1941), actor de teatru;
- Vladimir Rusu (1925 - 1959), editor, educator, libretist, traducător;
- Elena Strâmbeanu (născută Bătrânac la 17 noiembrie 1941), crainică de televiziune;
- Emil Vrabie (1938 - 2011), filozof, profesor de oratorie.